# Сарасота
Сарасота (англ. Sarasota) — місто (англ. city) в США, в окрузі Сарасота на півдні штату Флорида, на узбережжі Мексиканської затоки Атлантичного океану. Населення — 54 842 особи (2020); агломерації Брейдентон — Сарасота — Вініс — 688 126 осіб (2009 рік); конурбації Сарасота — Брейдентон — Пунта-Ґорда — 845 078 осіб (2009 рік). Призвісько Сарасоти — «Місто мільйонерів».
Історія міста йде з запису іспанського містечка Зара-Зоте у 1763 році, що має індіанське походження. 1845 року американська армія мала тут Форт-Армістед.

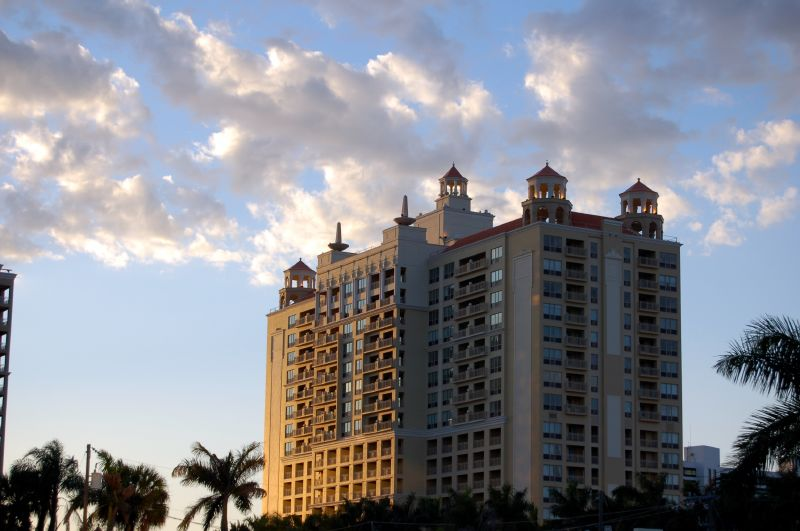
Готель Сарасота Ритц

Населення власне міста — 51 917 тисяч осіб (2010 рік)
Середньодобова температура липня — +28 °C, січня — +16 °C. Щорічні опади — 1380 мм з піком на червень-вересень місяці.
На північ від Сарасоти на півшляху до Брейдентону розташовано Сарасота-Брейдентон міжнародний аеропорт.

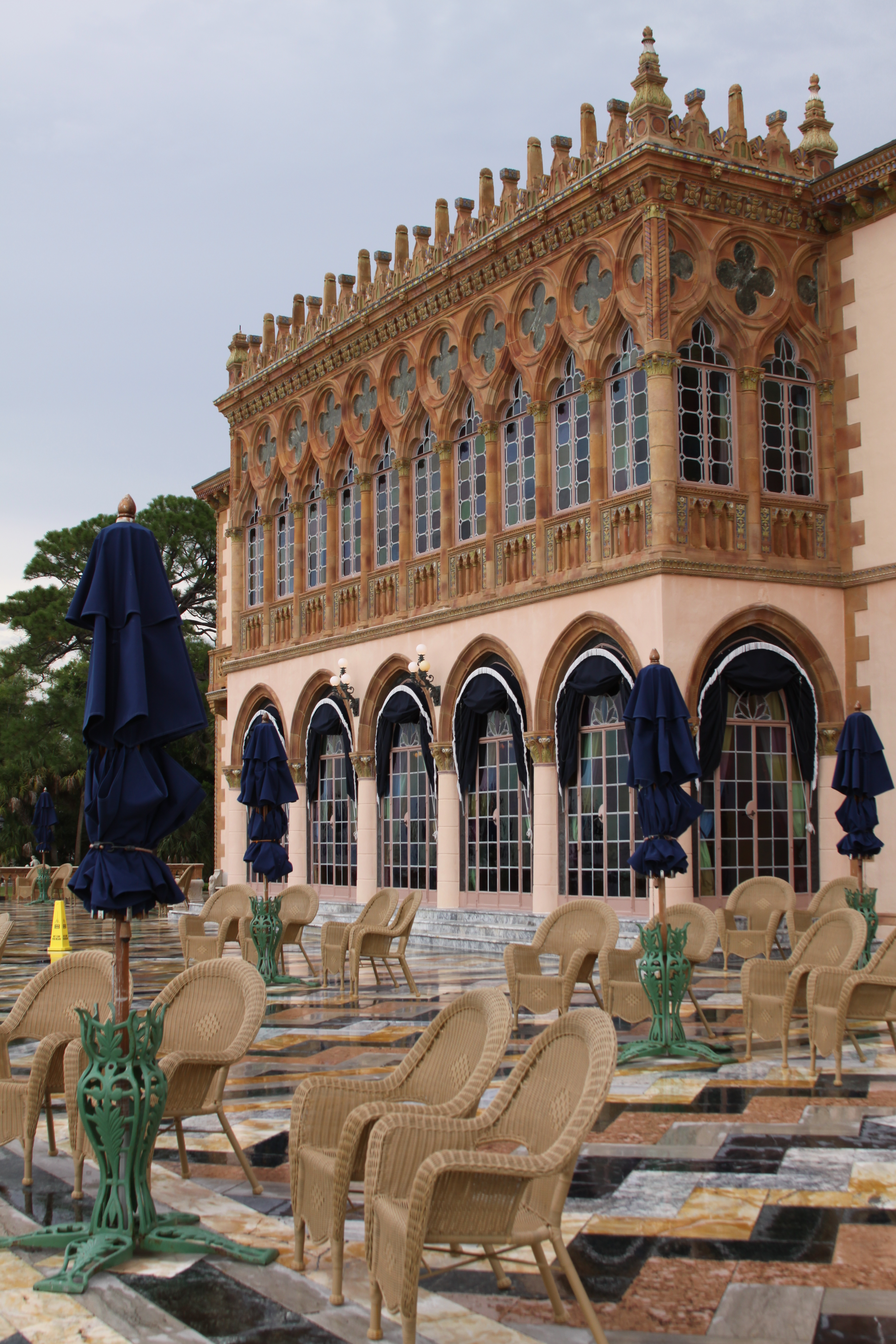
Мистецький музей Ка' д'Зан

У Сарасоті розташовано Художній музей Рінглінг, що має 10 тисяч експонатів включно з картинами Рубенса на 14 тисячах м² й приморський палац-вілла у венеціанському стилі середнеземноморського відродження Ка' д'Зан.

## Географія
Сарасота розташована за координатами 27°20′18″ пн. ш. 82°32′45″ зх. д. / 27.33833° пн. ш. 82.54583° зх. д. (27.338256, -82.545766).  За даними Бюро перепису населення США в 2010 році місто мало площу 65,26 км², з яких 37,97 км² — суходіл та 27,28 км² — водойми.

### Клімат
| Клімат : Сарасота       | Клімат : Сарасота | Клімат : Сарасота | Клімат : Сарасота | Клімат : Сарасота | Клімат : Сарасота | Клімат : Сарасота | Клімат : Сарасота | Клімат : Сарасота | Клімат : Сарасота | Клімат : Сарасота | Клімат : Сарасота | Клімат : Сарасота | Клімат : Сарасота |
| Показник                | Січ.              | Лют.              | Бер.              | Квіт.             | Трав.             | Черв.             | Лип.              | Серп.             | Вер.              | Жовт.             | Лист.             | Груд.             | Рік               |
| Абсолютний максимум, °C | 32,8              | 32,2              | 32,8              | 35,6              | 36,7              | 37,8              | 38,3              | 38,3              | 36,7              | 37,2              | 33,3              | 32,2              | 38,3              |
| Середній максимум, °C   | 21,8              | 22,9              | 24,6              | 27,3              | 30,1              | 31,6              | 32,2              | 32,3              | 31,7              | 29,3              | 25,7              | 23,2              | 27,7              |
| Середня температура, °C | 16,6              | 17,7              | 19,5              | 22,2              | 25,2              | 27,3              | 28,1              | 28,2              | 27,4              | 24,6              | 20,5              | 18,0              | 23,0              |
| Середній мінімум, °C    | 11,3              | 12,6              | 14,4              | 17,1              | 20,2              | 23,0              | 23,9              | 24,0              | 23,2              | 19,8              | 15,3              | 12,9              | 17,8              |
| Абсолютний мінімум, °C  | −5                | −6,1              | −1,1              | 2,8               | 7,2               | 11,1              | 16,7              | 15,6              | 14,4              | 4,4               | −2,8              | −6,7              | −6,7              |
| ----------------------- | ----------------- | ----------------- | ----------------- | ----------------- | ----------------- | ----------------- | ----------------- | ----------------- | ----------------- | ----------------- | ----------------- | ----------------- | ----------------- |
| Джерело: NOAA           |                   |                   |                   |                   |                   |                   |                   |                   |                   |                   |                   |                   |                   |

## Демографія
Згідно з переписом 2010 року, у місті мешкало 51 917 осіб у 23 142 домогосподарствах у складі 11 577 родин. Густота населення становила 796 осіб/км².  Було 29151 помешкання (447/км²).
Расовий склад населення:
| - 75,4 % — білих - 15,1 % — чорних або афроамериканців - 1,3 % — азіатів - 0,4 % — корінних американців - 5,3 % — осіб інших рас |

До двох чи більше рас належало 2,3 %. Частка іспаномовних становила 16,6 % від усіх жителів.
За віковим діапазоном населення розподілялося таким чином: 16,8 % — особи молодші 18 років, 60,8 % — особи у віці 18—64 років, 22,4 % — особи у віці 65 років та старші. Медіана віку мешканця становила 44,5 року. На 100 осіб жіночої статі у місті припадало 94,5 чоловіків;  на 100 жінок у віці від 18 років та старших — 92,4 чоловіків також старших 18 років.
Середній дохід на одне домашнє господарство  становив 70 054 долари США (медіана — 43 244), а середній дохід на одну сім'ю — 89 353 долари (медіана — 52 494). Медіана доходів становила 35 725 доларів для чоловіків та 31 945 доларів для жінок. За межею бідності перебувало 19,5 % осіб, у тому числі 36,4 % дітей у віці до 18 років та 8,5 % осіб у віці 65 років та старших.
Цивільне працевлаштоване населення становило 24 157 осіб. Основні галузі зайнятості: освіта, охорона здоров'я та соціальна допомога — 24,2 %, мистецтво, розваги та відпочинок — 17,2 %, науковці, спеціалісти, менеджери — 15,4 %.